# Anisothecium vaginale
Anisothecium vaginale är en bladmossart som beskrevs av Leopold Loeske 1910. Anisothecium vaginale ingår i släktet Anisothecium och familjen Dicranaceae. Inga underarter finns listade i Catalogue of Life.